# Myodocarpus angustialatus
Myodocarpus angustialatus là danh pháp tạm thời của một loài thực vật chưa được mô tả chính thức, thuộc họ Myodocarpaceae. Đây là loài đặc hữu của New Caledonia.